# Миздахкан
Миздахкан — археологический комплекс древних сооружений, неподалеку от города Ходжейли в Каракалпакстане.

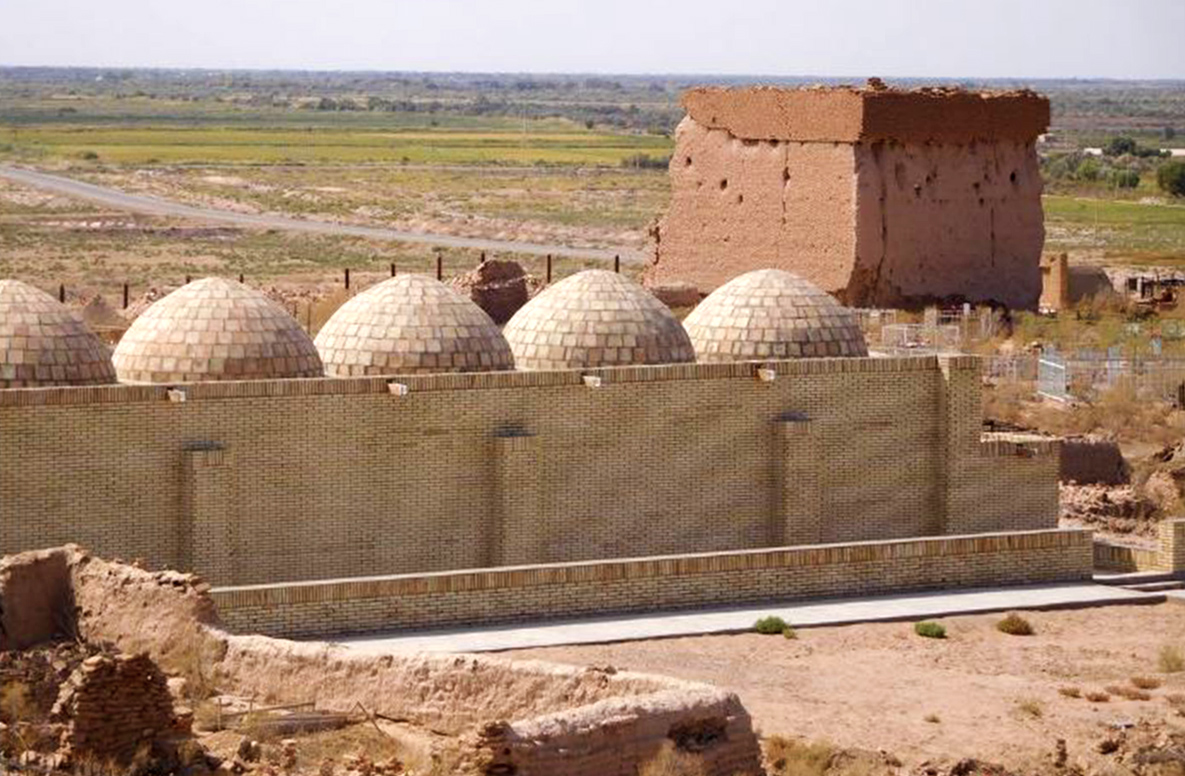
Миздахкан

Городище занимает площадь в 200 гектаров. На его территории находятся две крепости, построенные в IX-XII веках. Последнее захоронение в некрополе датировано XIV веком. Комплекс расположен на трёх холмах.

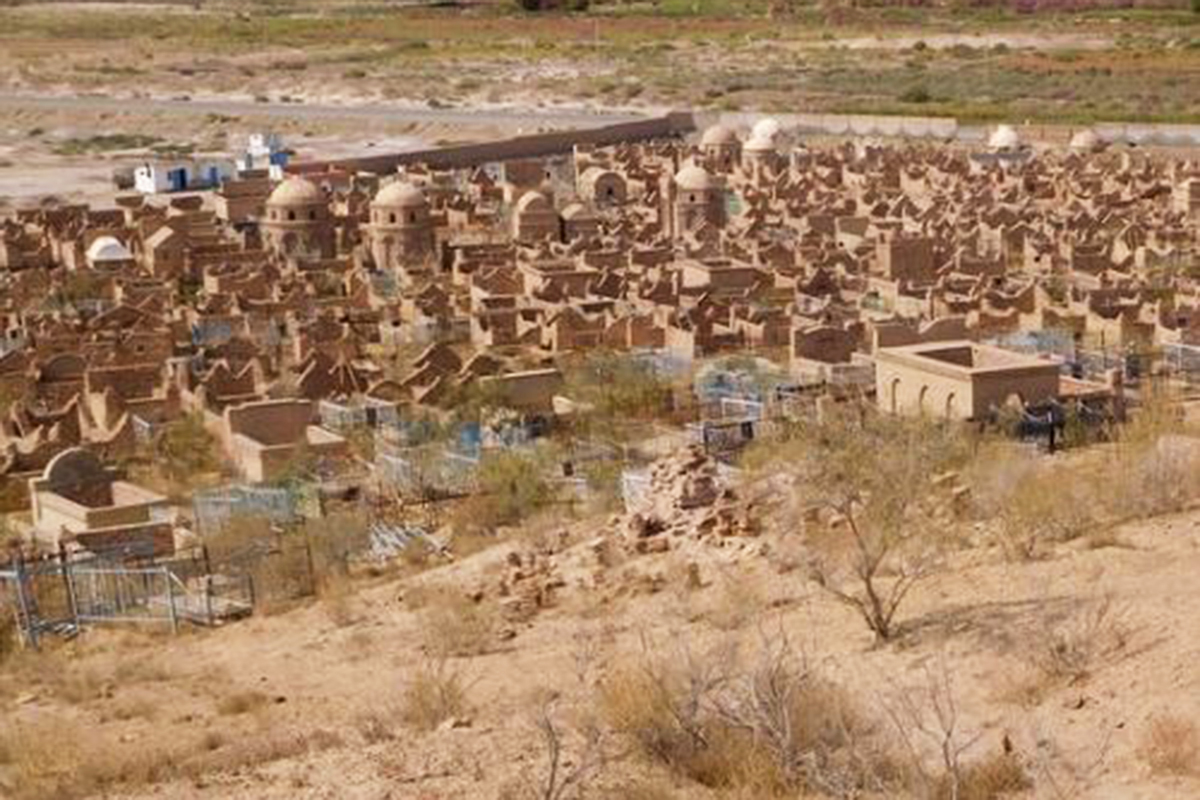
Миздахкан

По некоторым данным комплекс был разрушен в 1388 году во время похода Тамерлана в Куня-Ургенч.
В комплекс входят мавзолеи Кырык Шопан, Назлымхан сулу и Халфа Ережеп. Существует легенда, что именно здесь находится могила Адама. Ученые отождествляют эту гипотезу с гробницей Гайомарда — первого человека на Земле по версии зороастрийской мифологии. Также по всему комплексу расположены столбики из семи кирпичей, согласно местной легенде эти столбики исполняют желания, загаданные при их строительстве. Согласно другой легенде, каждый из них продлевает время существования Земли на семь лет. В Миздахкане, также расположен мавзолей Мазлумхан сулу и мавзолей Шамун Наби. Мавзолей оказался ложным, это выяснила в ходе вскрытия в 1966 году специальная комиссия.
В кушанский период (I—IV веках) город располагался на западном холме, перекрыв более ранние культурные отложения. С IX по XI века город переживал период возрождения, когда была построена укрепленная цитадель. В этот же период были изменены обычаи погребения, что указывает на принятие ислама в этом регионе. В начале XIII века в связи с монгольским нашествием на Хорезмский оазис, в 1221 году жизнь в городе временно приостанавливается. В начале XV века старая цитадель забрасывается, рядом с ней строится новая. Строится также Джума-мечеть и Ханака Сулайман Хаддади Мусавия.